# カーラ・アンダーソン・ヒルズ
カーラ・アンダーソン・ヒルズ（Carla Anderson Hills, 1934年1月3日 - ）は、アメリカ合衆国の弁護士、政治家。ジェラルド・フォード政権で第5代アメリカ合衆国住宅都市開発長官、ジョージ・H・W・ブッシュ政権で第10代アメリカ合衆国通商代表を務めた。1995年のWTO設立に尽力したと言われる。
2013年現在はアメリカの国際関係に多大な影響力を持つ各組織の重要な役員を務めている。外交問題評議会（CFR）共同理事長、日米欧三極委員会理事、ピーターソン国際経済研究所理事、戦略国際問題研究所(CSIS)諮問委員会共同議長、米中関係全国委員会委員長、ヒルズ＆カンパニー会長、ギリアド・サイエンシズ取締役、JPモルガン・チェース、ロールス・ロイス、コカコーラ各社の国際取締役。前シェブロン・テキサコ取締役。

## 生い立ちと私生活
1934年、カリフォルニア州ロサンゼルス生まれ。オックスフォード大学セントヒルダズ校を経て、1955年にスタンフォード大学で文学士号を取得。さらに1958年、イェール大学法科大学院で法学修士を取得。同年、アンダーソンはスタンフォード時代の学友、ロデリック・ヒルズ（1975－77年証券取引委員会(SEC)委員長。シアーズ・ワールド・トレード会長）と結婚、その後、1男3女をもうけた。

## 初期の経歴
ヒルズは1959年にカリフォルニア州で弁護士として認可を受けた。ヒルズは1959年から1961年までロサンゼルスで連邦地方検事補を務めた。ヒルズは1962年から1974年まで法律事務所ミュンガー・トールズ・ヒルズ・アンド・リッカーシャウザーの共同経営者となった。1972年、ヒルズはカリフォルニア大学ロサンゼルス校で非常勤教授を務めた。
ヒルズは連邦訴訟手続きの専門家として名を馳せ、特に独占禁止法に関する知識で高評価を獲得した。ヒルズは Federal Civil Practice and Antitrust Advisor（連邦民事訴訟と反トラストの指南）と題した本を出版した。ヒルズは全米女性弁護士協会の会長を務めた。

## 司法次官補
ヒルズは1973年にエリオット・リチャードソン司法長官から、司法次官補のポストを打診された。だがリチャードソン長官はその直後、土曜日の夜の虐殺でニクソン大統領の命令を拒否して辞職した。ヒルズへの司法次官補打診は後任のウィリアム・サクスビー長官により継承され、ヒルズは1974年から1975年まで司法次官補を務めた。ヒルズは司法次官補として、司法省民事局を監督した。

## 住宅都市開発長官
1975年、ヒルズはジェラルド・フォード大統領により、住宅都市開発長官として指名を受けた。ヒルズはフォード大統領の任期満了となる1977年1月まで住宅都市開発長官を務めた。ヒルズの住宅都市開発長官就任に際し、上院で開催された指名承認のための公聴会ではヒルズの経験不足が指摘され、議論の的となった。

## アメリカ合衆国通商代表
1978年から1989年まで、ヒルズは再び弁護士業を営んだ。ヒルズは1983年から1988年まで政策研究機関アーバン・インスティテュートで所長を務めた。ヒルズはジョージ・H・W・ブッシュ政権で、1989年から1993年までアメリカ合衆国通商代表（USTR)を務めた。ヒルズは自由貿易を支持し貿易障壁の全面的な撤廃を主張した。ヒルズは北米自由貿易協定（NAFTA)にアメリカの主たる折衝役として参加した。

## 参考資料
- 「私の履歴書」日本経済新聞　2013年3月連載